# Замок Зонненберг (Нюцидерс)
Замок Зонненберг (нем. Burgruine Sonnenberg; также Замок Нюцидерс, нем. Burg Nüziders) — руины средневекового замка недалеко от австрийской коммуны Нюцидерс (федеральная земля Форарльберг); был возведён на высоком холме над деревней ранее 1258 года. Являлся резиденцией лорда Зонненберг и центром одноимённого графства. Во время конфликта между епископом Кура и графом Тироля Фридрихом IV замок был сожжён. Был перестроен епископом в 1409—1410 годах и переименован с «Нюцидерс» в «Зонненберг». Был захвачен и разрушен после трехдневной осады в 1473 году.

## История
Деревня Нюцидерс упоминается в документах за 830 год, однако, по данным на 2005 год, нет никаких доказательств того, что средневековый замок был построен на месте более старого укрепления. Предположительно замок был построен до 1258 год. Во время конфликта между епископом Кура, графом Хартманом фон Верденберг-Зарганс, и графом Тироля Фридрихом IV замок был захвачен и сожжён.
Замок в Нюцидерсе был перестроен по приказу епископа Кура в 1409—1410 годах и переименован в 1412 году из «Burg Nüziders» в «Burg Sonnenberg». В тот же период он стал административным центром региона. После смерти Хартмана, в 1455 году, его двоюродные братья, проживавшие в Вадуце, продали Зонненберг. В 1472 году между Габсбургами и местными правителями возник конфликт, в результате которого наемная армия Габсбургов под командованием Буркхарда фон Кнерингена после трёхдневной осады захватила замок. Конфликт был урегулирован в 1474 году, когда замок был продан Габсбургами за 35 000 гульденов. Замок не восстанавливался и местное население активно использовало руины как источник камня. Остатки крепостного сооружения были частично восстановлены уже в XX веке, в 1934—1935 годах.